# Saint-Victor-la-Coste
Pour les articles homonymes, voir Saint-Victor.
Saint-Victor-la-Coste est une commune française située dans l'est du département du Gard en région Occitanie. Ses habitants sont les Saint-Victorains. L'activité dominante est la viticulture.
Exposée à un climat méditerranéen, elle est drainée par le Gissac, le ruisseau de Remoneyret et par un autre cours d'eau. La commune possède un patrimoine naturel remarquable composé d'une zone naturelle d'intérêt écologique, faunistique et floristique.
Saint-Victor-la-Coste est une commune rurale qui compte 2 222 habitants en 2022, après avoir connu une forte hausse de la population depuis 1962. Elle est dans l'unité urbaine de Saint-Victor-la-Coste et fait partie de l'aire d'attraction d'Avignon. Ses habitants sont appelés les Saint-Victorains ou  Saint-Victorainnes.
Le patrimoine architectural de la commune comprend quatre  immeubles protégés au titre des monuments historiques : la chapelle Notre-Dame de Mayran, classée en 1980, la chapelle Saint-Martin de Saint-Victor-la-Coste, classée en 1980, le lavoir, classé en 1980, et le castellas de Saint-Victor-la-Coste, inscrit en 1991.

## Géographie

### Climat
Pour des articles plus généraux, voir Climat de l'Occitanie et Climat du Gard.
Selon une étude, en 2010, le climat de la commune est de type climat méditerranéen franc, selon une étude s'appuyant sur une série de données couvrant la période 1971-2000. En 2020, Météo-France publie une typologie des climats de la France métropolitaine dans laquelle la commune est exposée à un climat méditerranéen et est dans la région climatique Provence, Languedoc-Roussillon, caractérisée par une pluviométrie faible en été, un très bon ensoleillement (2 600 h/an), un été chaud (21,5 °C), un air très sec en été, sec en toutes saisons, des vents forts (fréquence de 40 à 50 % de vents > 5 m/s) et peu de brouillards.
Pour la période 1971-2000, la température annuelle moyenne est de 13,7 °C, avec une amplitude thermique annuelle de 17,5 °C. Le cumul annuel moyen de précipitations est de 762 mm, avec 5,9 jours de précipitations en janvier et 3,1 jours en juillet. Pour la période 1991-2020, la température moyenne annuelle observée sur la station météorologique la plus proche, située sur la commune de Chusclan à 10 km à vol d'oiseau, est de 15,3 °C et le cumul annuel moyen de précipitations est de 750,2 mm,. Pour l'avenir, les paramètres climatiques de la commune estimés pour 2050 selon différents scénarios d'émission de gaz à effet de serre sont consultables sur un site dédié publié par Météo-France en novembre 2022.

### Milieux naturels et biodiversité

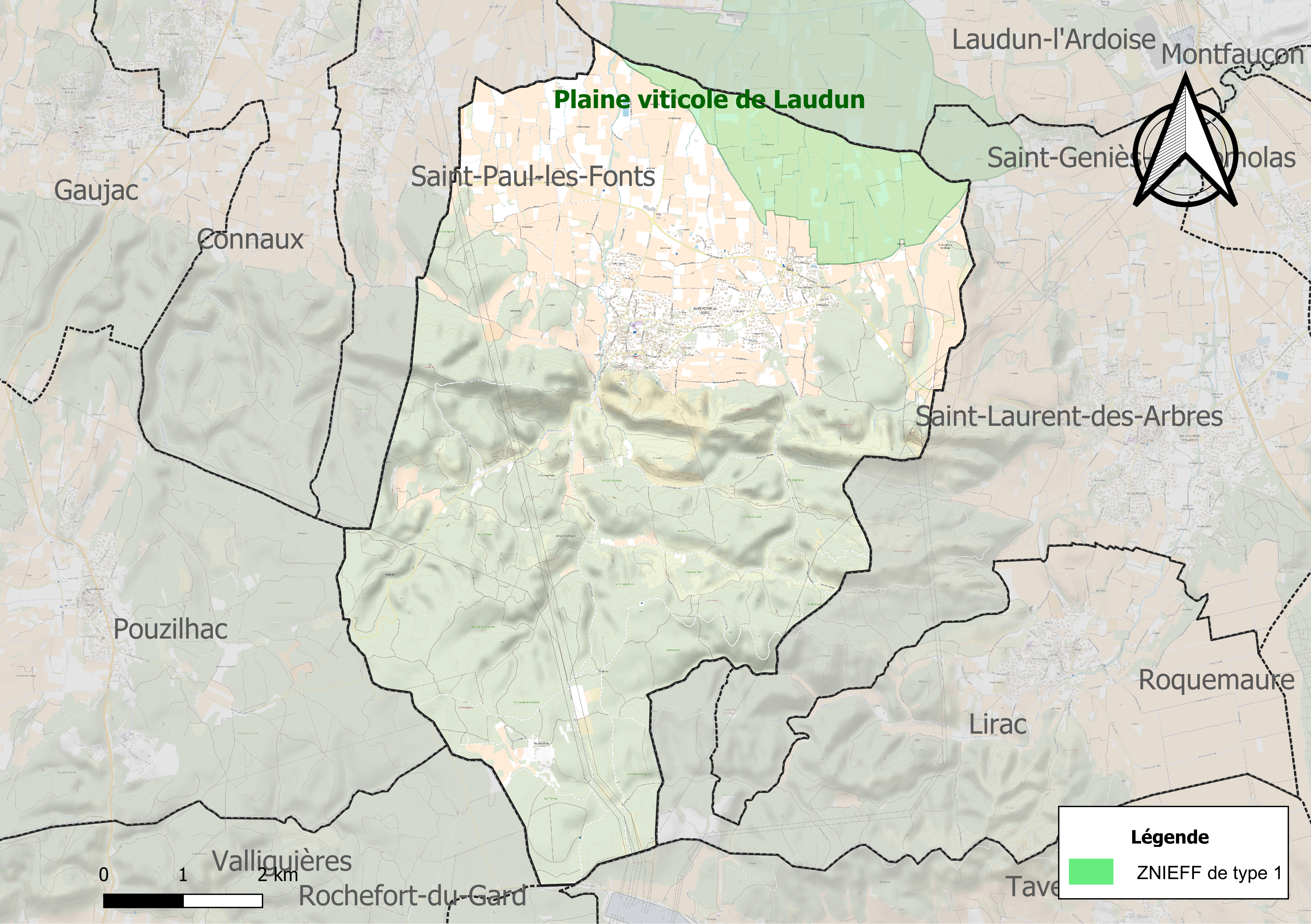
Carte de la ZNIEFF de type 1 localisée sur la commune.

L’inventaire des zones naturelles d'intérêt écologique, faunistique et floristique (ZNIEFF) a pour objectif de réaliser une couverture des zones les plus intéressantes sur le plan écologique, essentiellement dans la perspective d’améliorer la connaissance du patrimoine naturel national et de fournir aux différents décideurs un outil d’aide à la prise en compte de l’environnement dans l’aménagement du territoire.
Une ZNIEFF de type 1 est recensée sur la commune :
la « plaine viticole de Laudun » (634 ha), couvrant 3 communes du département.

## Urbanisme

### Typologie
Au 1er janvier 2024, Saint-Victor-la-Coste est catégorisée bourg rural, selon la nouvelle grille communale de densité à sept niveaux définie par l'Insee en 2022.
Elle appartient à l'unité urbaine de Saint-Victor-la-Coste, une unité urbaine monocommunale constituant une ville isolée,. Par ailleurs la commune fait partie de l'aire d'attraction d'Avignon, dont elle est une commune de la couronne,. Cette aire, qui regroupe 48 communes, est catégorisée dans les aires de 200 000 à moins de 700 000 habitants,.

### Occupation des sols
L'occupation des sols de la commune, telle qu'elle ressort de la base de données européenne d’occupation biophysique des sols Corine Land Cover (CLC), est marquée par l'importance des forêts et milieux semi-naturels (61,8 % en 2018), une proportion sensiblement équivalente à celle de 1990 (62,1 %). La répartition détaillée en 2018 est la suivante : 
forêts (50,1 %), cultures permanentes (30,4 %), milieux à végétation arbustive et/ou herbacée (11,7 %), zones urbanisées (5,3 %), zones agricoles hétérogènes (2,5 %). L'évolution de l’occupation des sols de la commune et de ses infrastructures peut être observée sur les différentes représentations cartographiques du territoire : la carte de Cassini (XVIIIe siècle), la carte d'état-major (1820-1866) et les cartes ou photos aériennes de l'IGN pour la période actuelle (1950 à aujourd'hui).

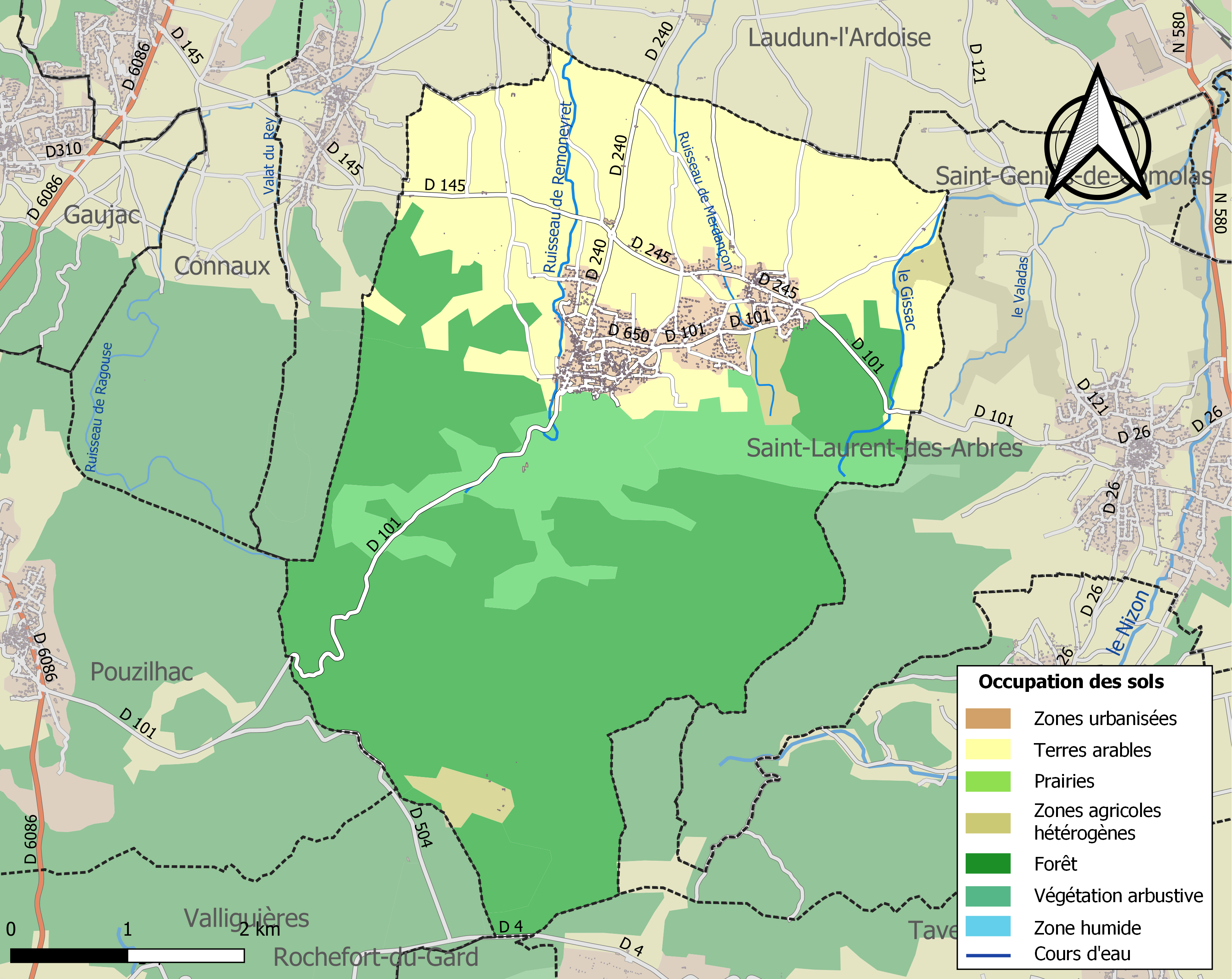
Carte des infrastructures et de l'occupation des sols de la commune en 2018 (CLC).

### Risques majeurs
Le territoire de la commune de Saint-Victor-la-Coste est vulnérable à différents aléas naturels : météorologiques (tempête, orage, neige, grand froid, canicule ou sécheresse), inondations, feux de forêts, mouvements de terrains et séisme (sismicité modérée). Il est également exposé à un risque technologique, le risque nucléaire, et à un risque particulier : le risque de radon. Un site publié par le BRGM permet d'évaluer simplement et rapidement les risques d'un bien localisé soit par son adresse soit par le numéro de sa parcelle.

#### Risques naturels
Certaines parties du territoire communal sont susceptibles d’être affectées par le risque d’inondation par débordement de cours d'eau et par une crue torrentielle ou à montée rapide de cours d'eau, notamment La commune a été reconnue en état de catastrophe naturelle au titre des dommages causés par les inondations et coulées de boue survenues en 1982, 1990, 1995 et 2002,.

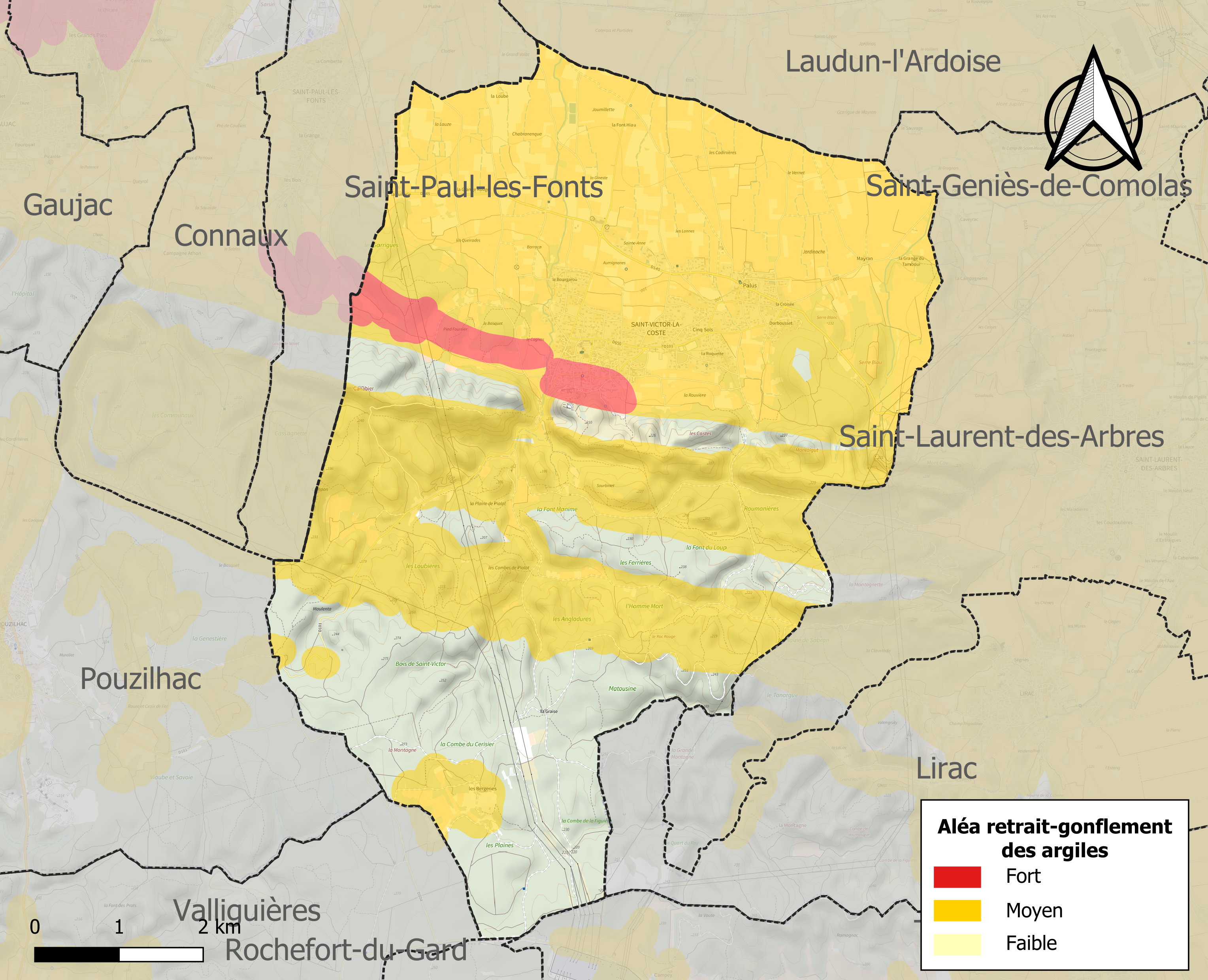
Carte des zones d'aléa retrait-gonflement des sols argileux de Saint-Victor-la-Coste.

La commune est vulnérable au risque de mouvements de terrains constitué principalement du retrait-gonflement des sols argileux. Cet aléa est susceptible d'engendrer des dommages importants aux bâtiments en cas d’alternance de périodes de sécheresse et de pluie. 74,3 % de la superficie communale est en aléa moyen ou fort (67,5 % au niveau départemental et 48,5 % au niveau national). Sur les 882 bâtiments dénombrés sur la commune en 2019, 882 sont en aléa moyen ou fort, soit 100 %, à comparer aux 90 % au niveau départemental et 54 % au niveau national. Une cartographie de l'exposition du territoire national au retrait gonflement des sols argileux est disponible sur le site du BRGM,.
Par ailleurs, afin de mieux appréhender le risque d’affaissement de terrain, l'inventaire national des cavités souterraines permet de localiser celles situées sur la commune.

#### Risques technologiques
La commune étant située dans le périmètre de sûreté autour du site nucléaire de Marcoule, elle est exposée au risque nucléaire. En cas d'incident ou d'accident nucléaire, lors du déclenchement du signal d’alerte, les habitants concernés doivent se confiner (obstruer toutes les entrées d’air - portes, fenêtres, aérations, cheminées -, arrêter la ventilation), se mettre à l’écoute de la radio, s’éloigner des portes et fenêtres, ne pas fumer, ne pas téléphoner, ne pas chercher à rejoindre les membres de sa famille (ils sont eux aussi protégés), ne sortir qu’en fin d’alerte ou sur ordre d’évacuation.

#### Risque particulier
Dans plusieurs parties du territoire national, le radon, accumulé dans certains logements ou autres locaux, peut constituer une source significative d’exposition de la population aux rayonnements ionisants. Certaines communes du département sont concernées par le risque radon à un niveau plus ou moins élevé. Selon la classification de 2018, la commune de Saint-Victor-la-Coste est classée en zone 2, à savoir zone à potentiel radon faible mais sur lesquelles des facteurs géologiques particuliers peuvent faciliter le transfert du radon vers les bâtiments.

## Histoire

### Préhistoire
Le territoire actuel de Saint-Victor-la-Coste est occupé par l'homme depuis plusieurs millénaires. Dans les collines des Costes, qui bordent la plaine, la grotte du Mourgue abrite des vestiges néolithiques, celle de Canabier a livré un vase de l'âge du cuivre. Au pied des collines, abondent des gisements néolithiques et de l'âge du bronze.

### Époque romaine
Durant l'époque romaine, le village était traversé d'une antique voie qui pourrait conduire à l'oppidum de Gaujac (se trouvant à une dizaine de kilomètres). Des sites attestent de la présence romaine, comme les sites de la Tuilerie, de Saint-Martin ou encore la chapelle de Mayran. À Mayran, la partie rurale d'une villa a été récemment fouillée[Quand ?] par le Groupe archéologique de la vallée de la Tave, qui a découvert des cuves vinaires, des trous de plantation de pieds de vigne, un aqueduc souterrain.

#### La chapelle de Mayran
La chapelle Notre-Dame de Mayran est une chapelle d'origine romane, située à Saint-Victor-la-Coste.

### Époque médiévale
Le village de Saint-Victor-la-Coste est la seule agglomération du val de Tave possédant un piton rocheux, ce qui explique la construction d'une forteresse au flanc nord de la colline, et qui se nomme aujourd'hui le Castellas. Cette forteresse appartenait au domaine de la Maison de Sabran, connétables du comte de Toulouse. La puissance des Sabran attire entre le XIe siècle et le XIIe siècle la population de Saint-Victor qui vivait jusque-là dans la vallée et qui vint s'installer sur le flanc nord de la colline. Le Castellas avec ses puissantes fortifications, dominait la plaine de la Tave, et de ses tours majestueuses l'on pouvait surveiller la vallée du Rhône mais aussi les routes qui menait vers Uzès, puissante ville durant le Moyen Âge.
Le village comprend de nombreux vestiges de l'époque médiévale, comme la présence de plusieurs chapelles romanes : les chapelles de Mayran et de Saint-Martin. Ces chapelles occupaient le vaste centre ecclésiastique appartenant au chapitre de la cathédrale d'Uzès du IXe siècle jusqu'à la Révolution. Le plus ancien document connu relatif à Saint-Victor-la-Coste, charte écrite en l'an 896, parle déjà de Saint-Martin, près du "vieux Mayran". Le domaine de Saint-Martin comprenait alors des terres, des vignes, des « familiers » (esclaves domestiques). Saint-Martin était même, au Moyen Âge, le lieu d'un important marché régional, faisant du lieu une de plus importantes places économiques de la région, car à l'époque, la richesse marchande d'une région n'est portée que par les marchés et foires locales.
Le pouvoir des Sabran s'est effondré, avec la défaite des comtes de Toulouse, lors de la croisade du roi de France contre les Albigeois. En 1249, le château fort, appelé le Castellas, fut livré au sénéchal royal de Beaucaire qui en fit abattre les fortifications sur ordre du roi. Dès lors, Saint-Victor ne fut plus qu'une seigneurie parmi tant d'autres, appartenant successivement aux vastes domaines de plusieurs familles féodales : les Montlaur, Poitiers, Nicolaï, Gadagne.

### Époque moderne (XVIe-XVIIIes.)
Durant les guerres de religion qu'on situe entre 1562 et 1598, le Castellas fut un temps occupé par les troupes royales. Restées à l'abandon durant plusieurs siècles, ses ruines sont actuellement consolidées.
Saint-Victor a été le principal sujet d'étude de l'historien Elie Pelaquier qui après sa thèse (Élie Pélaquier, De la maison du père à la maison commune. Saint-Victor-de-la Coste, en Languedoc rhodanien (1661-1799), Montpellier, Publications de l'Université Paul Valéry-Montpellier III, 1996) lui a consacré de nombreux articles, sujet par sujet. Rares sont les villages qui disposent de travaux aussi nombreux pour tout connaître de leur histoire à l'époque moderne.
Au cours de la Révolution française, la commune porte provisoirement le nom de Serre-la-Coste.

#### L'essor de la viticulture à la fin duXVIIIesiècle
Les historiens s'accordent à dire que le XIXe siècle est indéniablement le "siècle d'or" de la viticulture en Languedoc, marqué par une signifiante explosion viticole. Toutefois, l'histoire rurale languedocienne est, dès la seconde moitié du XVIIIe siècle, parcourue de mouvement réformateur pour tenter de résoudre les problèmes de la production agricole et réduire les épisodes de disettes et de famines.
Sous l'Ancien Régime, la privatisation des biens communaux a fait l'objet de discussions sérieuses entre les autorités royales, les relais provinciaux (sénéchal) et les populations du Gard. Dès 1770, de grand moment de défrichement ont permis de cultiver les garrigues du Gard qui se trouvaient généralement sur des collines.
Durant la Révolution Française, plusieurs lois furent votées entre 1792 et 1793 pour préciser le mode de partage de ces terres, pourtant jugées "incapables de rien produite".
Sous l'Empire, ces partitions furent approuvées par Napoléon selon la loi adoptée du 9 brumaire an XIII relative aux défrichements et les divisions des biens communaux opérées en 1790.
Sous la Restauration, l'ordonnance royale du 23 juin 1819, signée par Louis XVIII, préservent en partie les principes adoptés par Napoléon sous le Consulat et au début de l'Empire. Ces mesures permettaient en outre de favoriser la location et/ou la vente de parcelles de biens communaux mais surtout, les profits de ces transactions iraient directement aux communes concernées. Dans le canton d'Uzès - dont fait partie Saint Victor la Coste -, cette ordonnance a trouvé un large écho auprès de la population, désireuse d'un partage des terres équitables. Parmi les conséquences de ce phénomène, l'augmentation de la propriété foncière avec des micros et petits paysans est significative. Surtout, le type de cultures plantées sur les parcelles nouvellement défrichées est révélateur de l'action de la petite paysannerie gardoise : la superficie vouée à la vigne a augmenté de manière significatif au cours des décennies révolutionnaire et napoléonienne. En 1819, les surfaces agricoles de Saint Victor la Coste atteignent 6 ha, dont 70 % (4,27 ha) des parcelles sont consacrées à la culture viticole et réparties entre 25 détenteurs. Les réformes agraires révolutionnaires et napoléoniennes ont encouragé de nombreux paysans à s'approprier des parcelles communales, plantées successivement en vignes, contribuant ainsi à l'essor de la viticulture dans le Gard, et à Saint Victor la Coste.

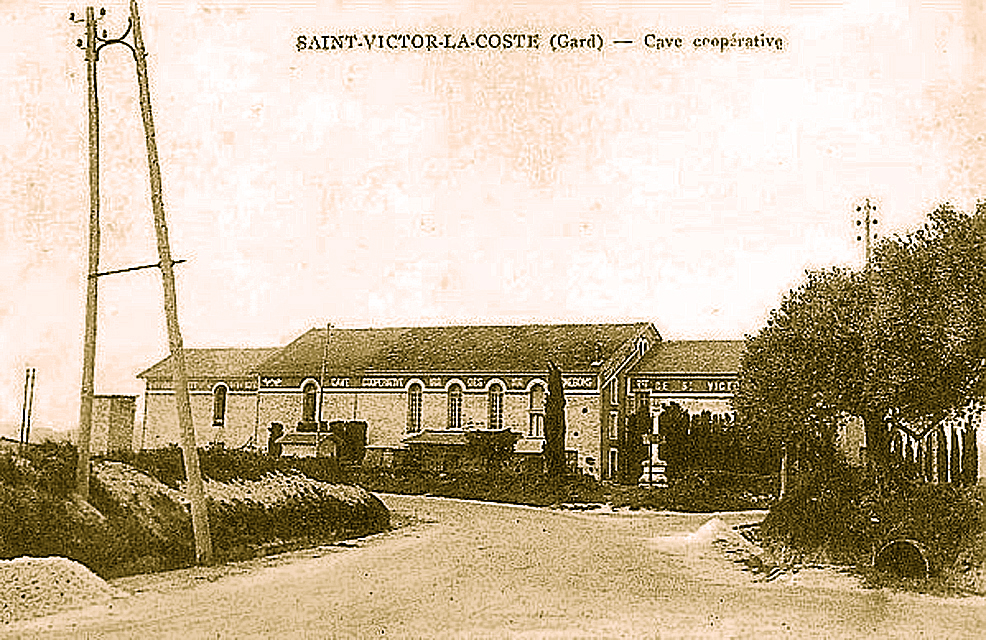
Extension des bâtiments de la cave des vignerons
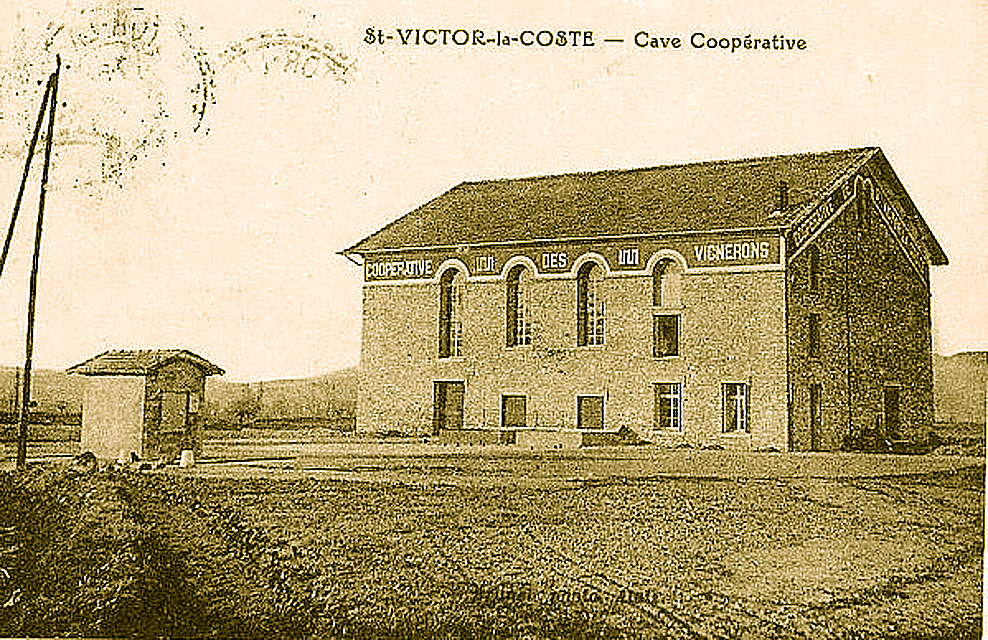
Premier bâtiment de la cave coopérative

## Héraldique
| Blason de Saint-Victor-la-Coste | Blason  | De gueules à la fasce losangée d'argent et de sinople. |
| Blason de Saint-Victor-la-Coste | Détails | Le statut officiel du blason reste à déterminer.       |

## Politique et administration
| Période                                  | Période   | Identité                | Étiquette | Qualité                                                |
| ---------------------------------------- | --------- | ----------------------- | --------- | ------------------------------------------------------ |
| 2020                                     | En cours  | Véronique Herbé         | SE        | Coach sportif                                          |
| mars 2008                                | 2020      | Robert Pizard-Deschamps | SE        | Retraité                                               |
| juin 1995                                | mars 2008 | Georges Barthelemy      | DVD       |                                                        |
| mars 1977                                | juin 1995 | René Mathieu            | PCF       | Conseiller général du canton de Roquemaure (1979-2004) |
| mars 1971                                | mars 1977 | Fortuné Buon            | SE        |                                                        |
| 1947                                     | mars 1971 | Raoul Laurent           |           |                                                        |
| 1944                                     | 1947      | Aubin Barne             |           |                                                        |
| 1940                                     | 1944      | Fernand Rocher          |           |                                                        |
| 1925                                     | 1940      | Marius Faure            |           |                                                        |
| 1919                                     | 1925      | Léopold Chardenas       |           |                                                        |
| 1917                                     | 1919      | Jules Reynaud           |           |                                                        |
| 1916                                     | 1917      | Marius Estournel        |           |                                                        |
| 1912                                     | 1916      | Louis Belletrux         |           |                                                        |
| 1901                                     | 1912      | Edmond Pelaquier        |           |                                                        |
| 1894                                     | 1901      | Modeste Ponteau         |           |                                                        |
| 1888                                     | 1894      | Léon Boucher            |           |                                                        |
| 1886                                     | 1888      | Antoine Pelaquier       |           |                                                        |
| 1878                                     | 1886      | Joseph Mathon           |           |                                                        |
| 1877                                     | 1878      | Isidore Pelaquier       |           |                                                        |
| 1870                                     | 1877      | Joseph Mathon           |           |                                                        |
| 1865                                     | 1870      | Paul Issoire            |           |                                                        |
| 1852                                     | 1865      | Joseph Mathon           |           |                                                        |
| 1848                                     | 1852      | Jean Mathon             |           |                                                        |
| 1840                                     | 1848      | Gabriel Pascal Issoire  |           |                                                        |
| 1832                                     | 1840      | Auguste Césard Bertrand |           |                                                        |
| 1830                                     | 1832      | Jacques Pelaquier       |           |                                                        |
| Les données manquantes sont à compléter. |           |                         |           |                                                        |

## Démographie
L'évolution du nombre d'habitants est connue à travers les recensements de la population effectués dans la commune depuis 1793. Pour les communes de moins de 10 000 habitants, une enquête de recensement portant sur toute la population est réalisée tous les cinq ans, les populations de référence des années intermédiaires étant quant à elles estimées par interpolation ou extrapolation. Pour la commune, le premier recensement exhaustif entrant dans le cadre du nouveau dispositif a été réalisé en 2005.

En 2022, la commune comptait 2 222 habitants, en évolution de +8,23 % par rapport à 2016 (Gard : +2,97 %, France hors Mayotte : +2,11 %).
| 1793 | 1800 | 1806 | 1821 | 1831 | 1836  | 1841  | 1846  | 1851  |
| ---- | ---- | ---- | ---- | ---- | ----- | ----- | ----- | ----- |
| 996  | 789  | 867  | 944  | 986  | 1 020 | 1 075 | 1 092 | 1 059 |

| 1856  | 1861  | 1866  | 1872 | 1876  | 1881  | 1886  | 1891 | 1896 |
| ----- | ----- | ----- | ---- | ----- | ----- | ----- | ---- | ---- |
| 1 086 | 1 068 | 1 016 | 994  | 1 035 | 1 135 | 1 028 | 954  | 904  |

| 1901 | 1906 | 1911 | 1921 | 1926 | 1931 | 1936 | 1946 | 1954 |
| ---- | ---- | ---- | ---- | ---- | ---- | ---- | ---- | ---- |
| 902  | 882  | 867  | 732  | 744  | 743  | 742  | 714  | 667  |

| 1962 | 1968 | 1975 | 1982  | 1990  | 1999  | 2005  | 2006  | 2010  |
| ---- | ---- | ---- | ----- | ----- | ----- | ----- | ----- | ----- |
| 775  | 919  | 951  | 1 143 | 1 285 | 1 524 | 1 743 | 1 769 | 1 893 |

| 2015  | 2020  | 2022  | - | - | - | - | - | - |
| ----- | ----- | ----- | - | - | - | - | - | - |
| 2 036 | 2 166 | 2 222 | - | - | - | - | - | - |

## Économie

### Revenus
En 2018  (données Insee publiées en septembre 2021), la commune compte 857 ménages fiscaux, regroupant 2 098 personnes. La médiane du revenu disponible par unité de consommation est de 23 790 € (20 020 € dans le département). 57 % des ménages fiscaux sont imposés (43,9 % dans le département).

### Emploi
|                | 2008   | 2013  | 2018  |
| -------------- | ------ | ----- | ----- |
| Commune        | 5,8 %  | 8,2 % | 7,6 % |
| Département    | 10,6 % | 12 %  | 12 %  |
| France entière | 8,3 %  | 10 %  | 10 %  |

En 2018, la population âgée de 15 à 64 ans s'élève à 1 278 personnes, parmi lesquelles on compte 78,3 % d'actifs (70,7 % ayant un emploi et 7,6 % de chômeurs) et 21,7 % d'inactifs,. Depuis 2008, le taux de chômage communal (au sens du recensement) des 15-64 ans est inférieur à celui de la France et du département.
La commune fait partie de la couronne de l'aire d'attraction d'Avignon, du fait qu'au moins 15 % des actifs travaillent dans le pôle,. Elle compte 213 emplois en 2018, contre 220 en 2013 et 207 en 2008. Le nombre d'actifs ayant un emploi résidant dans la commune est de 919, soit un indicateur de concentration d'emploi de 23,2 % et un taux d'activité parmi les 15 ans ou plus de 59,1 %.
Sur ces 919 actifs de 15 ans ou plus ayant un emploi, 136 travaillent dans la commune, soit 15 % des habitants. Pour se rendre au travail, 91,5 % des habitants utilisent un véhicule personnel ou de fonction à quatre roues, 2,2 % les transports en commun, 3,2 % s'y rendent en deux-roues, à vélo ou à pied et 3,1 % n'ont pas besoin de transport (travail au domicile).

### Activités hors agriculture

#### Secteurs d'activités
134 établissements sont implantés  à Saint-Victor-la-Coste au 31 décembre 2019. Le tableau ci-dessous en détaille le nombre par secteur d'activité et compare les ratios avec ceux du département,.
| Secteur d'activité                                                                                        | Commune | Commune | Département |
| Secteur d'activité                                                                                        | Nombre  | %       | %           |
| --- | ------- | ------- | ----------- |
| Ensemble                                                                                                  | 134     | 100 %   | (100 %)     |
| Industrie manufacturière, industries extractives et autres                                                | 13      | 9,7 %   | (7,9 %)     |
| Construction                                                                                              | 23      | 17,2 %  | (15,5 %)    |
| Commerce de gros et de détail, transports, hébergement et restauration                                    | 34      | 25,4 %  | (30 %)      |
| Information et communication                                                                              | 5       | 3,7 %   | (2,2 %)     |
| Activités financières et d'assurance                                                                      | 3       | 2,2 %   | (3 %)       |
| Activités immobilières                                                                                    | 7       | 5,2 %   | (4,1 %)     |
| Activités spécialisées, scientifiques et techniques et activités de services administratifs et de soutien | 20      | 14,9 %  | (14,9 %)    |
| Administration publique, enseignement, santé humaine et action sociale                                    | 13      | 9,7 %   | (13,5 %)    |
| Autres activités de services                                                                              | 16      | 11,9 %  | (8,8 %)     |

Le secteur du commerce de gros et de détail, des transports, de l'hébergement et de la restauration est prépondérant sur la commune puisqu'il représente 25,4 % du nombre total d'établissements de la commune (34 sur les 134 entreprises implantées  à Saint-Victor-la-Coste), contre 30 % au niveau départemental.

#### Entreprises et commerces
Les trois entreprises ayant leur siège social sur le territoire communal qui génèrent le plus de chiffre d'affaires en 2020 sont : 
- Qualiconcept, ingénierie, études techniques (140 k€) ;
- Speos Holding, activités des sociétés holding (110 k€) ;
- Holding Jal, activités des sièges sociaux (5 k€).

### Agriculture
La commune est dans la vallée du Rhône, une petite région agricole occupant la frange est du département du Gard. En 2020, l'orientation technico-économique de l'agriculture  sur la commune est la viticulture. 
|               | 1988 | 2000 | 2010 | 2020 |
| ------------- | ---- | ---- | ---- | ---- |
| Exploitations | 60   | 50   | 33   | 31   |
| SAU (ha)      | 839  | 818  | 663  | 639  |

Le nombre d'exploitations agricoles en activité et ayant leur siège dans la commune est passé de 60 lors du recensement agricole de 1988  à 50 en 2000 puis à 33 en 2010 et enfin à 31 en 2020, soit une baisse de 48 % en 32 ans. Le même mouvement est observé à l'échelle du département qui a perdu pendant cette période 61 % de ses exploitations,. La surface agricole utilisée sur la commune a également diminué, passant de 839 ha en 1988 à 639 ha en 2020. Parallèlement la surface agricole utilisée moyenne par exploitation a augmenté, passant de 14 à 21 ha.

## Culture locale et patrimoine

### Lieux et monuments
- Le castellas, vestige ayant appartenu à la maison de Sabran mais dont le bâtisseur originel reste inconnu[30].
- Vieux village, site classé.
- Chapelle et ermitage de Mayran. L'édifice a été classé au titre des monuments historiques en 1980[31]. Plusieurs objets sont référencés dans la base Palissy (voir les notices liées)[31].
- Chapelle Saint-Martin, qui abritait autrefois le célèbre marché de Saint-Victor-la-Coste. Les vestiges ont été classés au titre des monuments historiques en 1980[32].
- Église Saint-Victor de Saint-Victor-la-Coste.
- Ancienne église Sainte-Madeleine de Saint-Victor-la-Coste.
- Lavoirs de Saint-Victor, et ceux de Palus, un hameau du village.
- Voie romaine, qui rejoignait l'oppidum de Gaujac et celui de Laudun et se situe dans une des forêts de Saint-Victor.

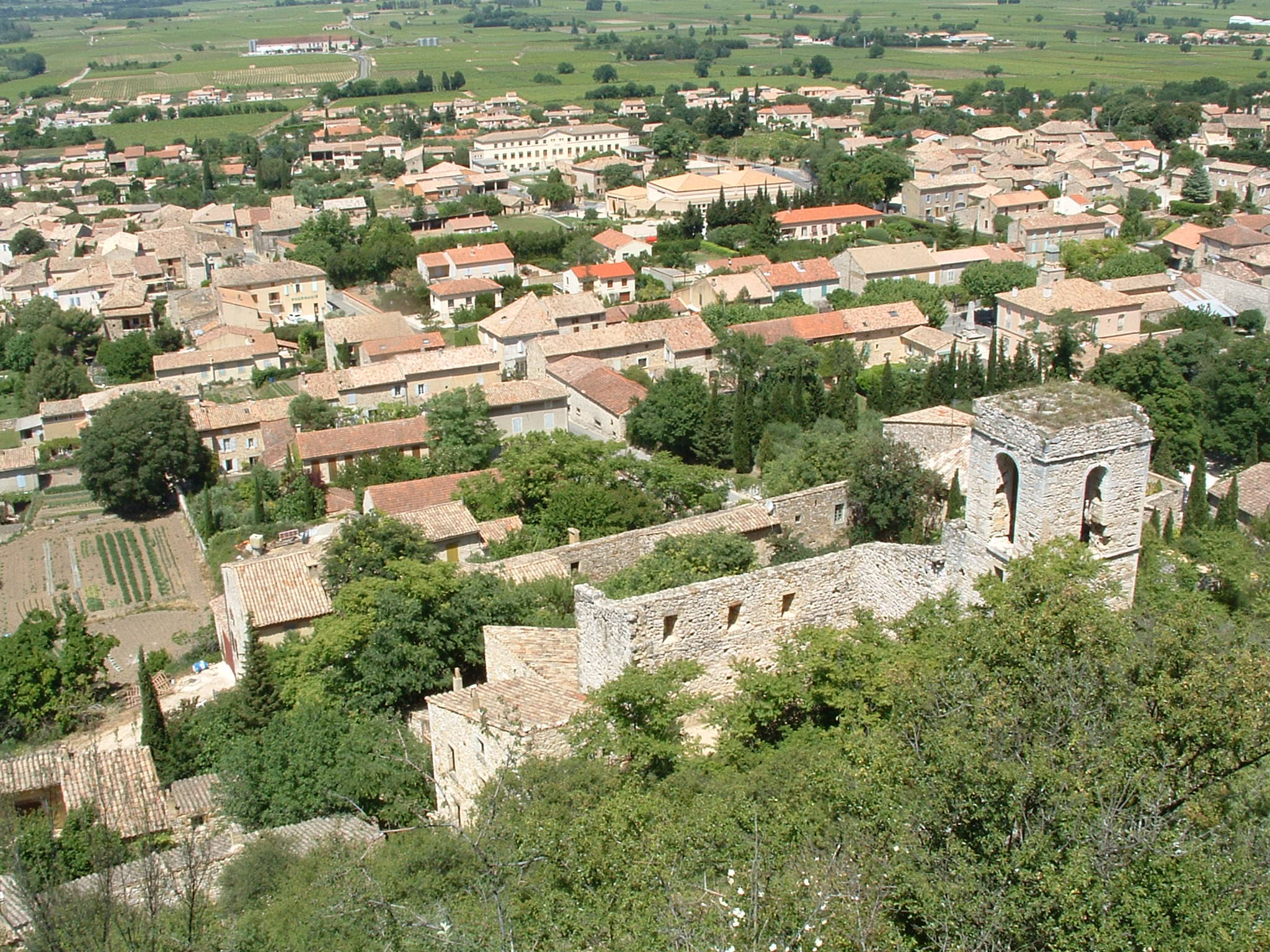
Ancienne église Sainte-Madeleine de Saint-Victor-la-Coste.
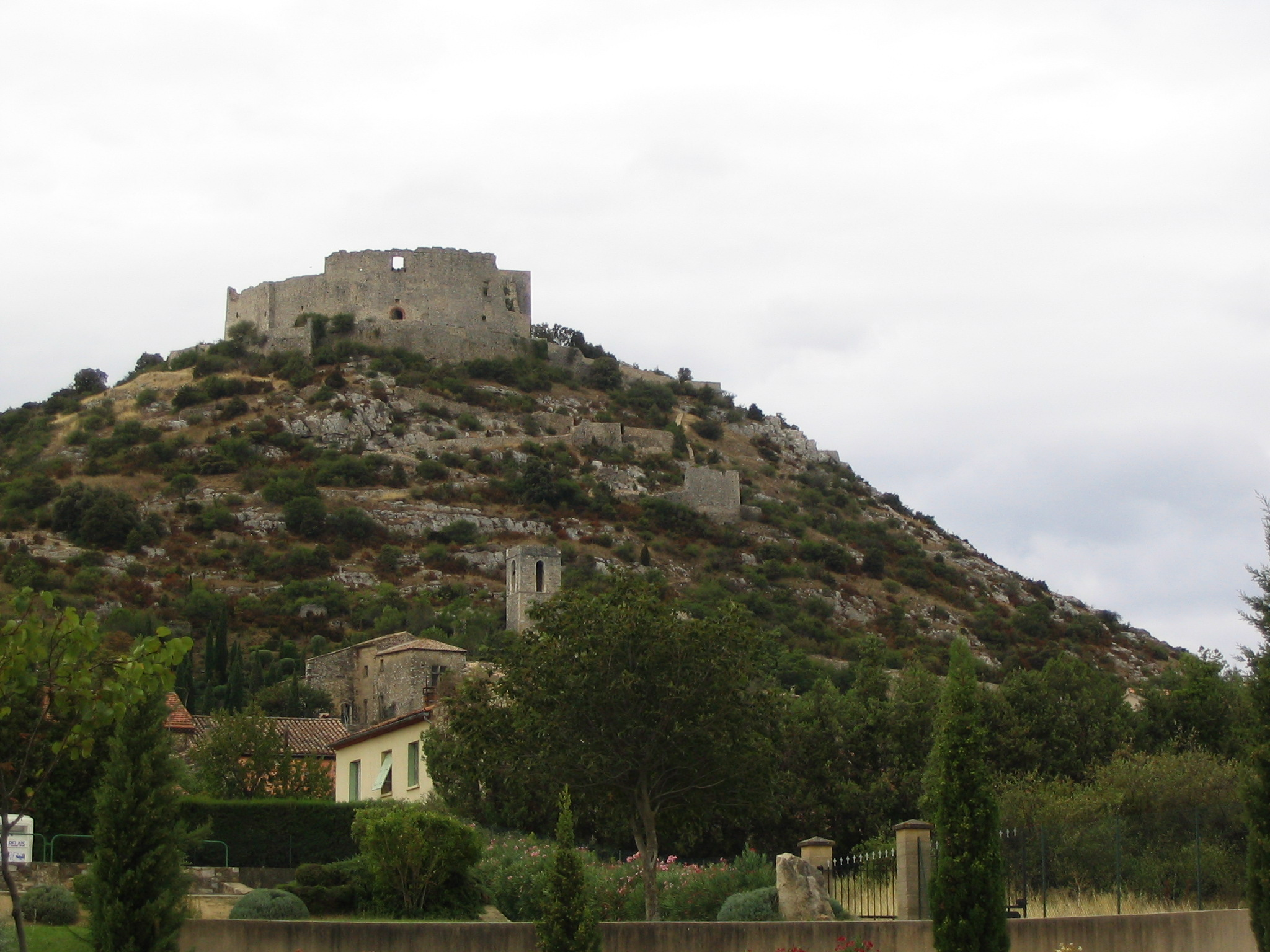
Le castellas.
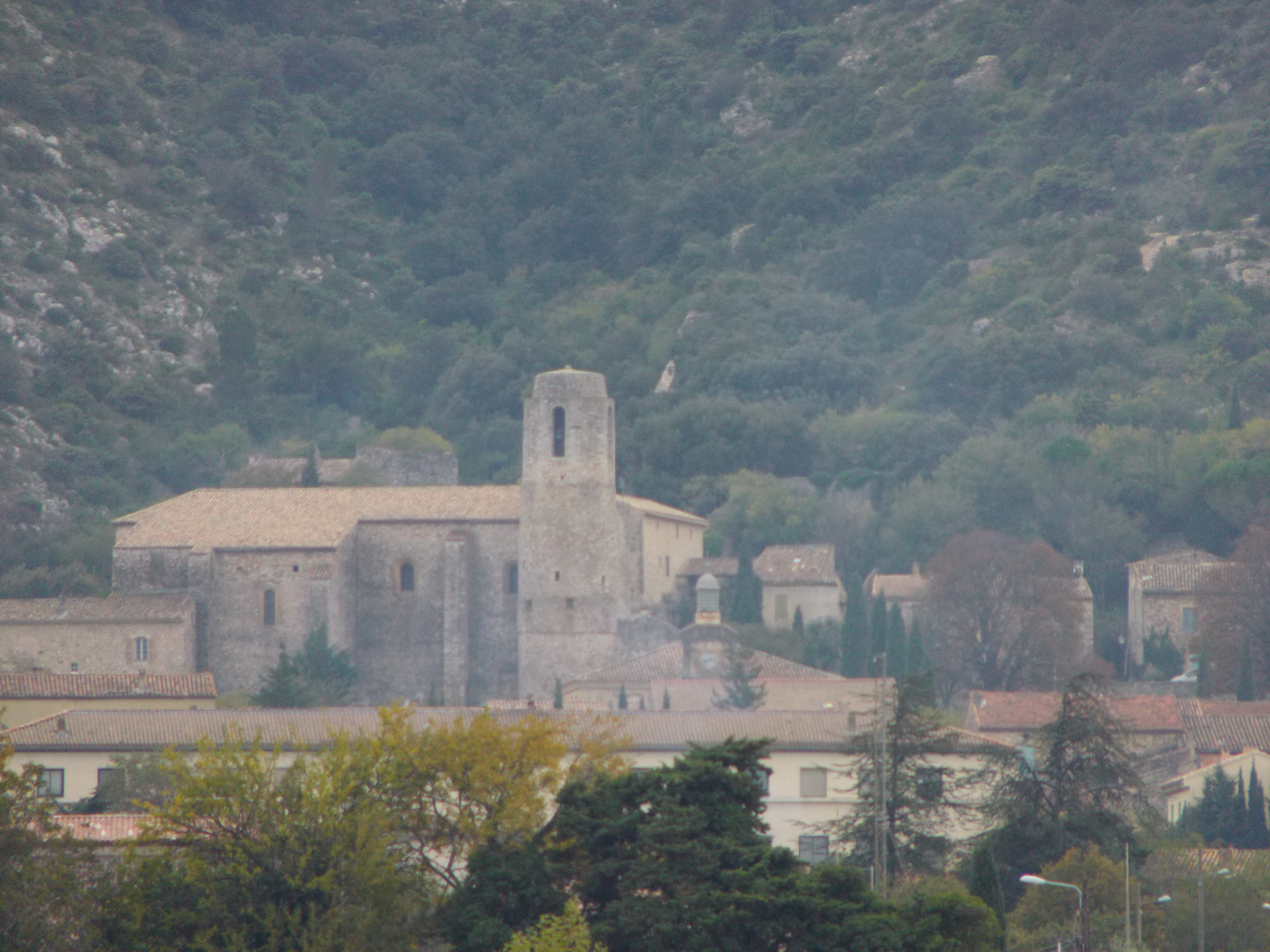
Église Saint-Victor de Saint-Victor-la-Coste.
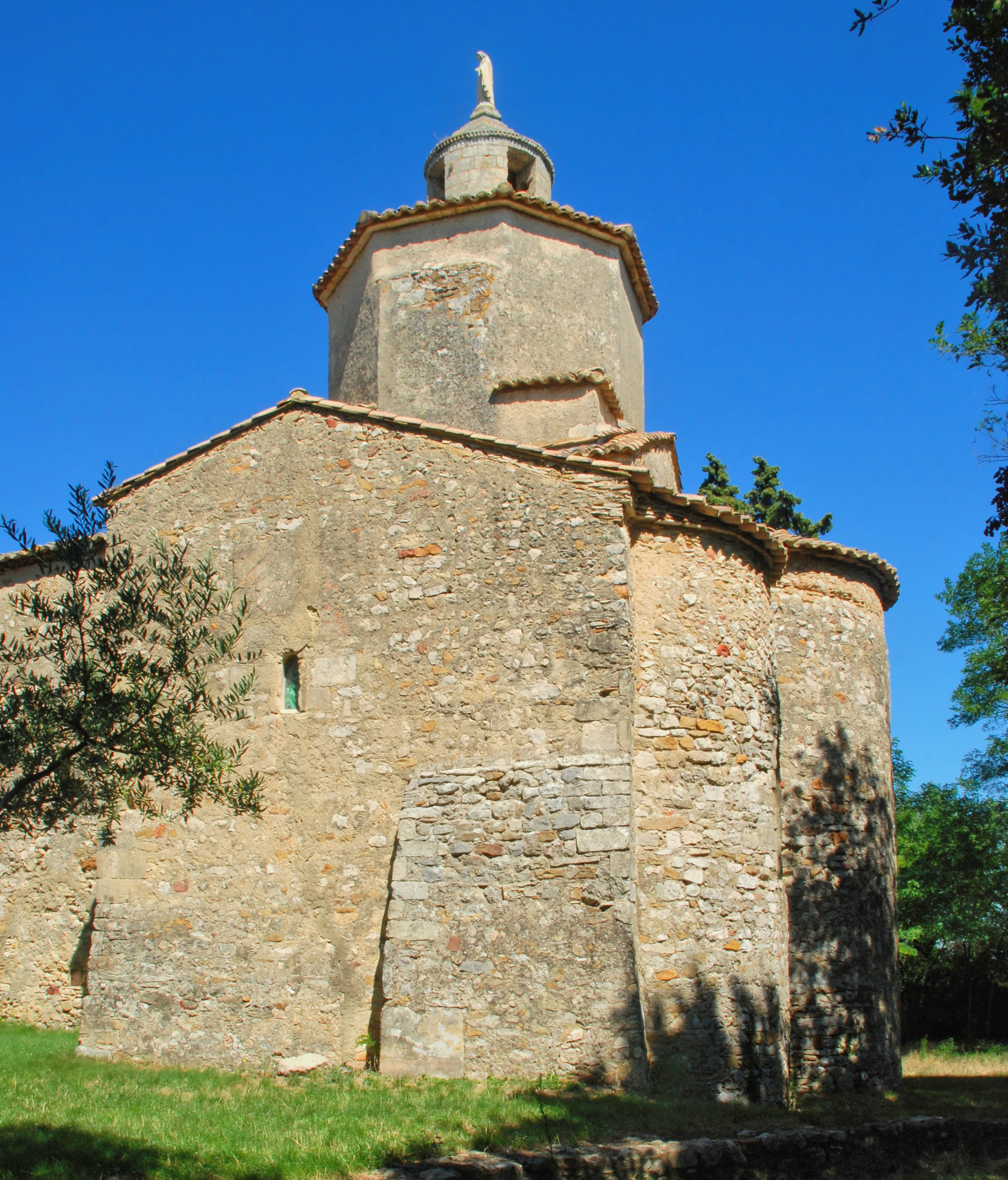
Chapelle Notre-Dame de Mayran.
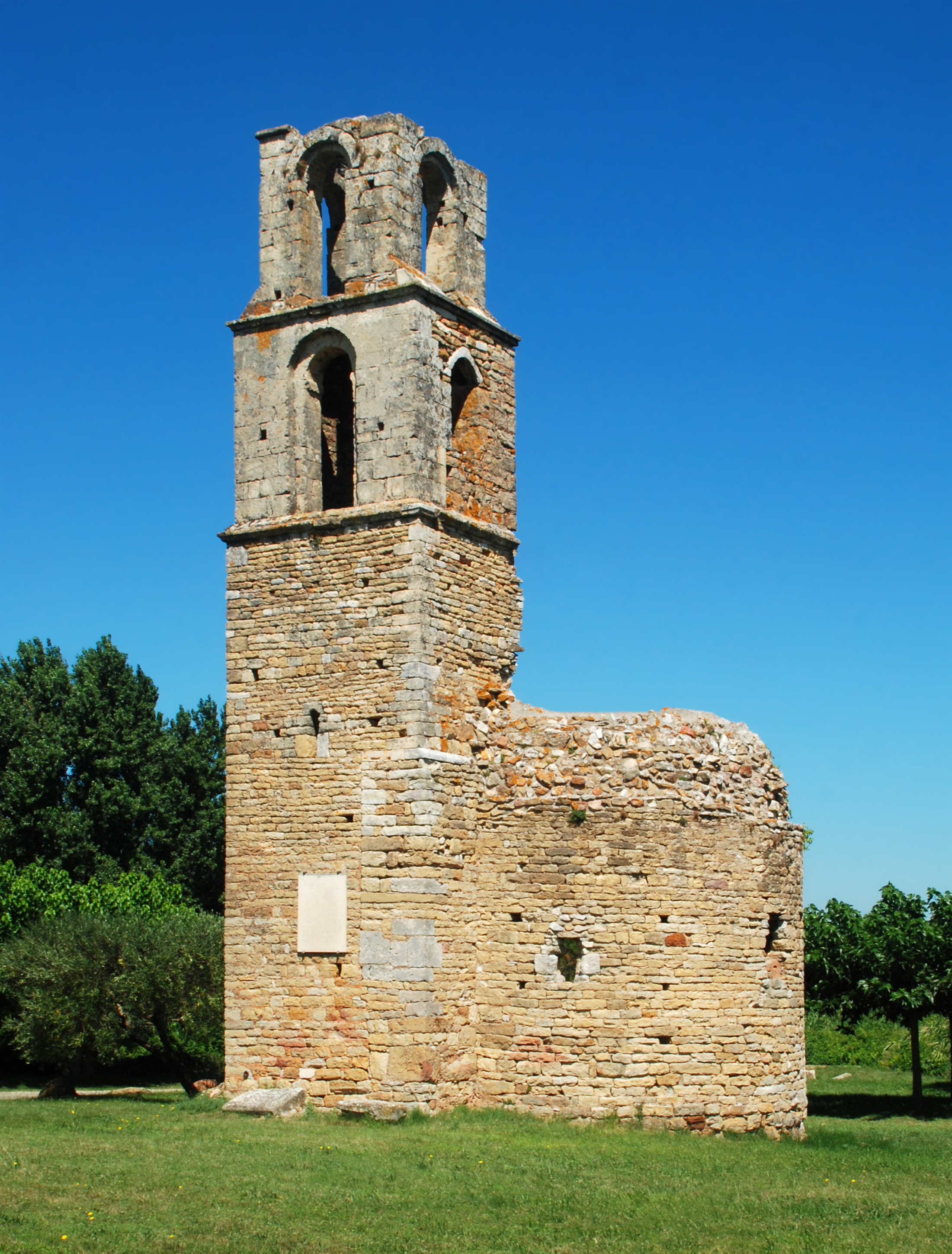
Chapelle Saint-Martin de Saint-Victor-la-Coste.

### Personnalités liées à la commune
- Paul Héraud (1906-1944), alias Commandant Dumont, chef départemental des FFI des Hautes-Alpes, assassiné par les Allemands le 9 août 1944 à Tallard, Compagnon de la Libération[33].